# Spermophagus prevetti
Spermophagus prevetti is een keversoort uit de familie bladkevers (Chrysomelidae). De wetenschappelijke naam van de soort werd in 1994 gepubliceerd door Borowiec.